# Copdock and Washbrook
Copdock and Washbrook is een civil parish in het bestuurlijke gebied Babergh, in het Engelse graafschap Suffolk. In 2001 telde het dorp 1104 inwoners.